# Castillo de Aznalmara
El castillo de Aznalmara o de Tavizna es una construcción militar de la época nazarí, de los siglos XIII-XIV, que se ubica en la cima de un cerro que domina la ribera del río Tavizna, lugar estratégico en los accesos a la serranía de Cádiz, en el término municipal de Tavizna en Benaocaz. 
Hoy en ruinas, esta fortaleza se componía de los elementos esenciales de la arquitectura militar medieval: fuertes lienzos de murallas, torreones cuadrangulares rematados por almenas. Conquistado por los cristianos en 1410 y en 1485, su estado de conservación es malo aunque mantiene la prestancia de su aspecto original.